# 孔拉格朗维尔
孔拉格朗维尔（法語：Cons-la-Grandville，法語發音：[kɔ̃ la ɡʁɑ̃vil]）是法国默尔特-摩泽尔省的一个市镇，位于该省北部，属于布里埃区。该市镇总面积8.25平方公里，2009年时的人口为573人。

## 人口
孔拉格朗维尔人口变化图示